# Piscogavialis
Piscogavialis — вимерлий моновидовий рід гавіалових плазунів. Єдиний відомий досі вид – P. jugaliperforatus. Скам'янілості Piscogavialis були знайдені в міо-пліоценовій формації Pisco в басейні Sacaco на півдні Перу в 1998 році, де він співіснував з набагато меншою гавіалідою Sacacosuchus.
Шари, з яких були знайдені останки Piscogavialis, дозволяють припустити, що він жив у прибережному середовищі. Інший вимерлий морський гавіалід, Sacacosuchus, був описаний у 2022 році та виявлений у тій самій формації. Sacacosuchus був меншим, за оцінками, до 4,32 м в довжину, тоді як Piscogavialis був майже вдвічі більшим.